# Midnight Mass
Midnight Mass is een Amerikaans televisieserie ontwikkeld door Mike Flanagan voor Netflix.

## Verhaal
Riley Flynn, een jonge man, keert terug naar zijn geïsoleerde geboorteplaats op Crockett Island, in de hoop zijn leven weer op te bouwen nadat hij vier jaar in de gevangenis heeft gezeten. Op hetzelfde moment als dat Riley arriveert maakt ook een mysterieuze jonge priester zijn entree in het dorp. De priester weet het wankelende geloof van het dorpje nieuw leven in te blazen. Dit gaat echter tegelijk met mysterieuze gebeurtenissen die het dorpje overkomen.

## Rolverdeling

### Hoofdrol
- Hamish Linklater als vader Paul Hill
- Kate Siegel als Erin Greene
- Zach Gilford als Riley Flynn
- Kristin Lehman als Annie Flynn
- Henry Thomas als Ed Flynn
- Igby Rigney als Warren Flynn
- Samantha Sloyan als Bev Keane
- Rahul Kohli als Sheriff Hassan
- Annabeth Gish als Dr. Sarah Gunning
- Alex Essoe als Mildred Gunning
- Annarah Cymone als Leeza Scarborough
- Michael Trucco als Wade Scarborough
- Crystal Balint als Dolly Scarborough

### Bijrol
- Robert Longstreet als Joe Collie
- Matt Biedel als Sturge
- Rahul Abburi as Ali Hassan
- Louis Oliver als Ooker
- Carla Gugino als jury
- Quinton Boisclair als de engel
- Ebony Booth als Tara-Beth
- John C. McDonald als Bowl

## Achtergrond

### Productie
De serie zou oorspronkelijk in maart 2020 van start gaan maar werd door COVID-19 uitgesteld. Vervolgens ging de serie pas op 17 augustus 2020 in productie in Vancouver en werden de opnames en productie op 15 december 2020 afgerond.

### Ontvangst
Midnight Mass werd uitgebracht op 24 september 2021 en werd door het publiek relatief goed ontvangen. Op Rotten Tomatoes heeft de film een score van 86% op basis van 94 beoordelingen. Metacritic komt op een score van 75/100, gebaseerd op 23 beoordelingen.